# Rathaus Klaipėda

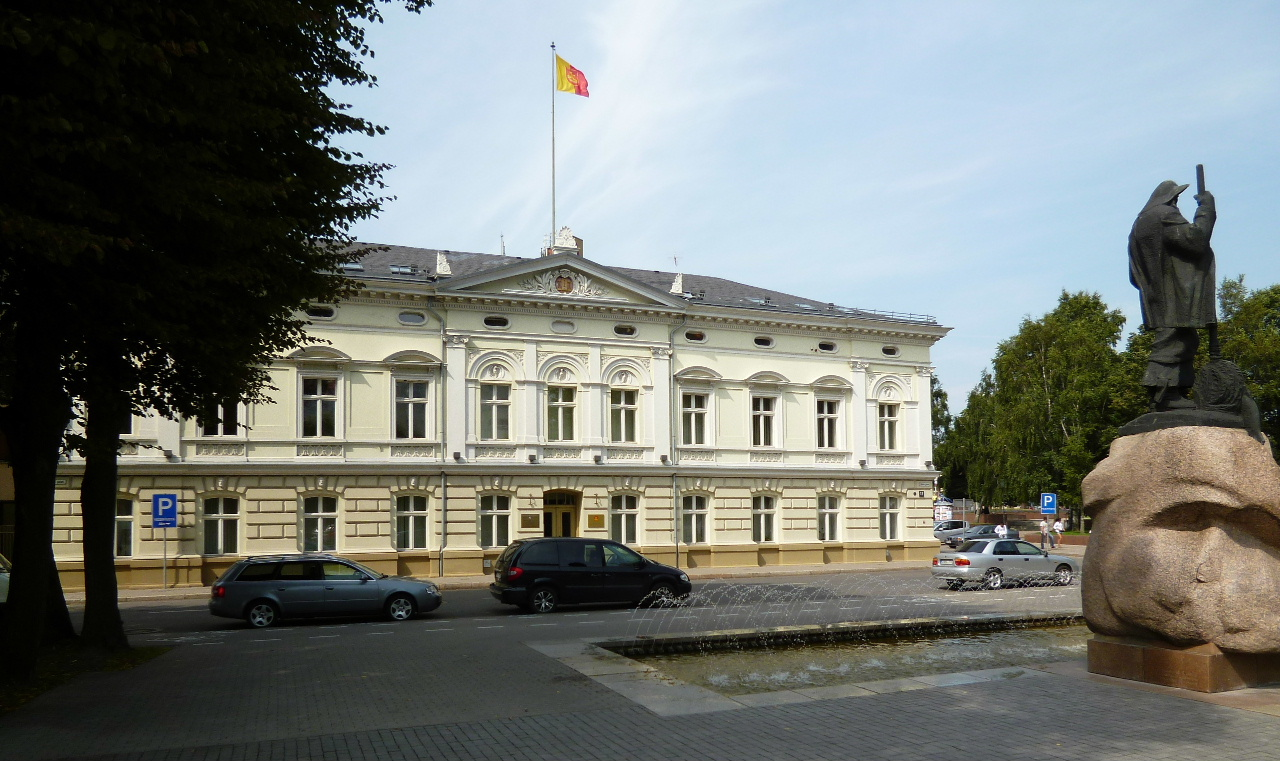

Das Rathaus Klaipėda (lit. Klaipėdos rotušė, dt. Memeler Rathaus) ist ein ehemaliges Rathaus in Klaipėda (dt. Memel), Litauen. Es ist ein historisches Gebäude, in dem der Bürgermeister mit seinen Stellvertretern und Beratern sowie Sekretariat  der Stadtgemeinde Klaipėda residiert.

## Geschichte
Das Haus wurde ca. 1782 erbaut. Inhaber war zunächst der dänische Konsul Lorenz Lorck, welcher es an seinen Schwiegersohn aus der Kaufmanns-Familie Consentius verkaufte. Es wurde daher als Haus Consentius bezeichnet. Friedrich Wilhelm III. von Preußen, der schon anlässlich eines Treffens mit Zar Alexander I. im Juni 1802 dort genächtigt hatte, residierte von 1807 bis 1808 mit seiner Frau Luise im Haus Consentius auf der Flucht vor Napoleon während des 4. Koalitionskrieges. Später wurde es als Börsenhalle genutzt. Das Gebäude der Börse Memel befand sich bis zu seiner Zerstörung 1944 in direkter Nachbarschaft. 1846 kaufte schließlich der Magistrat der Stadt Memel das Gebäude für 13.000 Taler. Es wurde zum Rathaus. Den Stadtbrand von 1854 überstand das Gebäude unbeschädigt. 1876 wurde es im Stil der Neorenaissance umgebaut. Die Gesamtkosten des Umbaus betrugen 60.000 Taler. Nach 1923 tagte im Gebäude der Memelländische Landtag. Auch im Zweiten Weltkrieg blieb das Gebäude unzerstört erhalten.